# Denver David Hargis

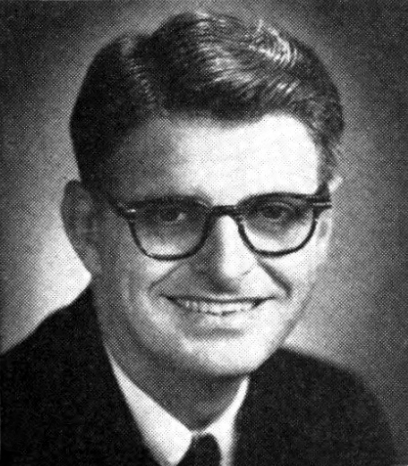
Denver David Hargis (1959)

Denver David Hargis (* 22. Juli 1921 in Key West, Florida; † 16. März 1989 in Sarasota, Florida) war ein US-amerikanischer Politiker.
1922 zog Hargis mit seinen Eltern nach Coffeyville in Kansas. Während des Zweiten Weltkrieges diente er von Januar 1941 bis Oktober 1943 in der United States Navy. Danach studierte er an der Washburn University in Topeka, erhielt dort 1946 seinen Bachelor of Arts und besuchte im Anschluss das Law Department der Universität, an dem er schließlich 1948 seinen Bachelor of Laws erhielt. Im selben Jahr wurde Hargis in die Anwaltschaft aufgenommen und begann nun in Coffeyville zu praktizieren. Von 1953 bis 1958 war er Bürgermeister der Stadt. Von Gouverneur George Docking wurde er 1956 in das Arkansas River Basin Committee berufen, dem er bis 1959 angehören sollte. Gleichzeitig versuchte Hargis erfolglos in den 85. Kongress gewählt zu werden. Dies gelang ihm erst zwei Jahre später, als er 1958 als Demokrat in den 86. Kongress gewählt wurde und dort den Bundesstaat Kansas vom 3. Januar 1959 bis zum 3. Januar 1961 im US-Repräsentantenhaus vertrat. Bei den Wahlen zum 87. Kongress konnte er sein Mandat nicht verteidigen. Während seiner Zeit als Abgeordneter war Hargis 1960 Delegierter zur Democratic National Convention.
Später war er als Consultant im Verteidigungsministerium (1961–1962) und im Handelsministerium (1962–1966) tätig. In den folgenden Jahrzehnten arbeitete Hargis in der Versicherungsbranche und war Manager sowie später Besitzer mehrere Versicherungsgesellschaften in Florida. 1985 setzte er sich zur Ruhe. Hargis lebte zuletzt in Sarasota, Florida.